# Les Temps Durables
 (février 2011).
Si vous disposez d'ouvrages ou d'articles de référence ou si vous connaissez des sites web de qualité traitant du thème abordé ici, merci de compléter l'article en donnant les références utiles à sa vérifiabilité et en les liant à la section « Notes et références ».

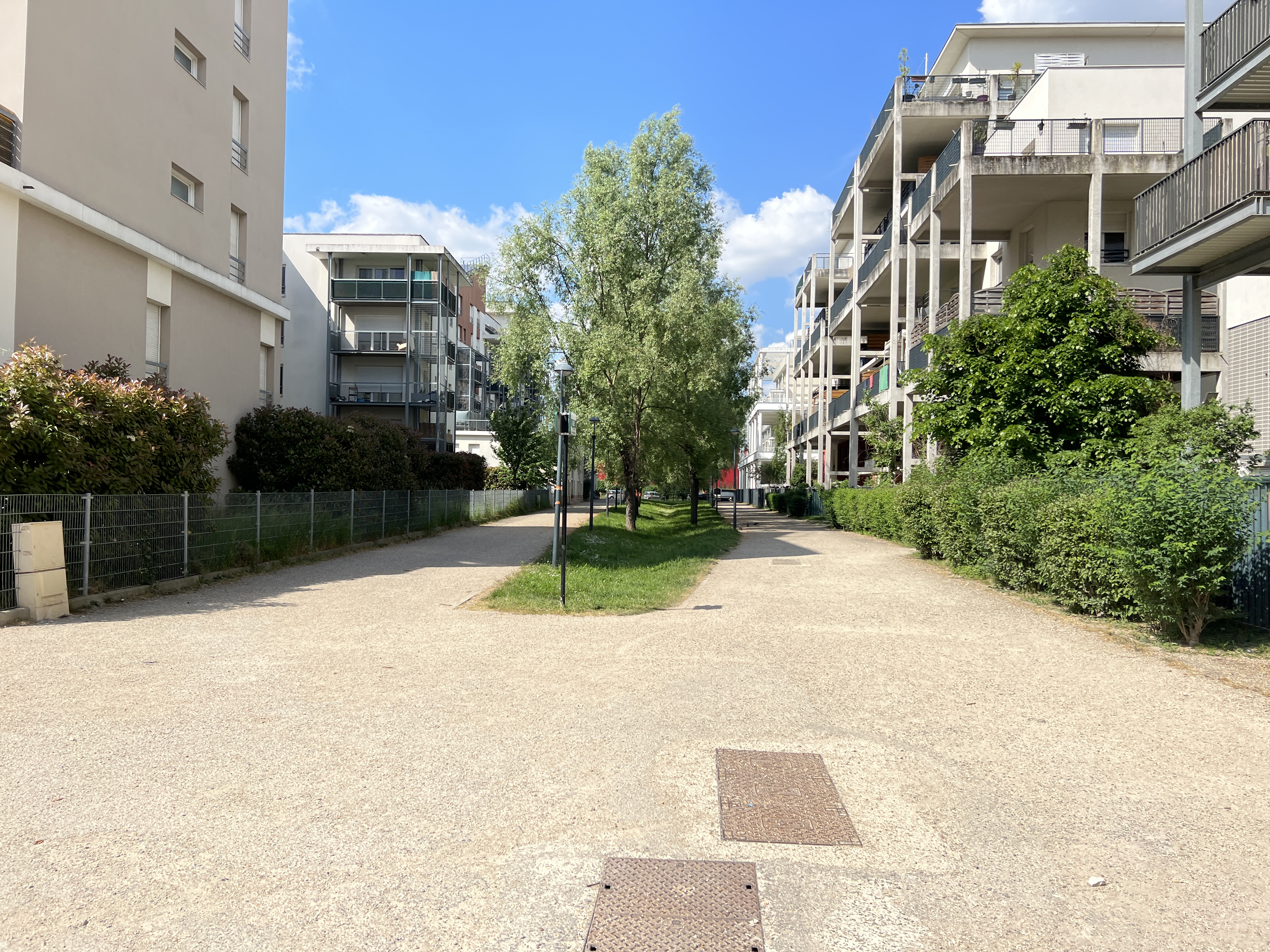
L'allée Federico Garcia Lorca dans le quartier des Temps Durables.

Les Temps Durables est un quartier résidentiel de 1250 logements, réalisé à partir de 2010. Il est situé à Limeil-Brévannes, au sud-est de Paris. 
Couvrant une superficie de 10 hectares, il occupe une ancienne ballastière, autrefois propriété des Hôpitaux de Paris, qui aurait été comblée par les excavations effectuées lors de l'édification de la Tour Montparnasse.
La démarche s'inscrit dans le cadre de la norme BBC.
Depuis environ quinze ans et sous l’impulsion de son maire Joseph Rossignol, Limeil-Brévannes s’est inscrite dans un développement urbain très respectueux de l’environnement.[réf. nécessaire] Dans ce contexte, le premier[réf. nécessaire] écoquartier de France à 100 % d'énergies renouvelables naîtra à Limeil-Brévannes.

## Historique
En 2003, la Ville de Limeil-Brévannes engage les premières réflexions urbaines et confie les études d’aménagement à la Société d’Économie Mixte Avenir Limeil-Brévannes (SEM ALB) .
En 2004, trois réunions de travail définissent avec les associations de quartier et l’Agence régionale pour l’environnement et les énergies renouvelables (ARENE) un cahier des charges développement durable.
En 2007, la population participe à quatre réunions de concertation et de dialogue au cours desquelles les objectifs et les solutions d‘aménagement conçues par la Centrale de Création Urbaine sont exposées et discutées.
En 2008, après enquête publique, le projet est définitivement approuvé.
Début 2009, les premiers travaux de terrassement sont entamés.

## Objectifs

### Un quartier écocitoyen
Outre les critères environnementaux à respecter et les techniques à mobiliser en matière d’économie d’énergie, l’esprit du quartier, c’est avant tout une dimension sociale et économique qui donne la possibilité, au plus grand nombre, d’habiter en location ou en accession à la propriété, des logements à des prix très accessibles, confortables et respectueux de l’environnement.
La notion de relation intergénérationnelle est très présente dans ce quartier avec la création d’une crèche, d’une maison verte, lieu d’écoute et d’accueil des personnes âgées basé sur le modèle des maisons bleues de Françoise Dolto.
L’esprit durable c’est aussi pour tous les acteurs du projet urbain la volonté de s’inscrire dans une relation de long terme avec les habitants et de créer les conditions d’un dialogue constructif au profit du nouveau quartier.

### Aspects environnementaux
Parmi les premiers écoquartiers branchés au ciel, les sources d'énergies sont variées :
- Zéro énergie fossile,
- Zéro rejet d’eaux pluviales,
- Zéro exportation des terres,
- Énergie solaire pour 20 % des besoins,
- Chauffage collectif  assuré par une centrale biomasse (bois, acides gras...),
- 3 600 m2 de cellules photovoltaïques,
- 2 300 m2 de panneaux thermo-solaires,
- Pompes à chaleur.

En dehors de la production d'énergie, un des buts est de réduire les distances parcourues entre le lieu de travail, les zones commerciales et le lieu de résidence. La place accordée à l'automobile y est donc réduite, moins d'une place de parking par logement y est prévue.

## Le projet en chiffres

### Coûts
Coût total : 150 000 000 €, dont :
- montants des études : 3 000 000 €
- montant des terrains : 5 300 000 €
- montant des aménagements voirie et réseaux divers : 5 800 000 €
- montant du traitement des sols : 2 500 000 €
- montant des fondations spéciales : 5 200 000 €
- montants des équipements publics : 5 000 000 €

Coût à l'unité
- 2 950 €/m2 hors-taxes, parking compris, pour les logements.

### Partenaires
Onze promoteurs-constructeurs publics et privés se sont associés pour la réalisation de ce projet :
- RRP-Sadif
- Domefi
- Pitch
- Propria
- Bouygues
- Gambetta
- Logial
- Sodes
- Valophis
- Domaxia
- Expansiel

## Controverses
Ancienne ballastière, le site a servi, autrefois, de décharge sauvage. Ainsi s'y sont entassés réfrigérateurs, batteries automobiles, divers électroménager, etc. Les protagonistes du projet s'en défendent en affirmant qu'aucune prétention au titre d'écoquartier ne serait légitime en exportant cette pollution.
Ces terres sont donc traitées sur place avant leur confinement sous les voiries.
La centrale de production d'énergie par la biomasse s'est avérée sous-dimensionnée et sa capacité a du être augmentée pour un surcoût de 15 millions d'euros. Certains bâtiments se sont révélés beaucoup plus énergivores que prévu. En conséquence, les charges ont explosé, étant multipliées par 3 pour certains.
De plus, ce quartier construit en bordure de la ligne de TGV Paris-Lyon, est éloigné des moyens de transport et isolé du reste de la ville (voir ref Les Temps durables, un éco raté ?)..